# Цифроград
«Цифрогра́д» — российская сеть салонов сотовой связи. Штаб-квартира — в Москве.

## История
Основана в октябре 2003 года.
Сеть салонов активно развивалась до 2008 года. Так, в 2006 году, с целью расширения бизнеса в Москве, была приобретена компания Анарион.
23 марта 2009 года сеть закрыла все свои собственные салоны из-за финансовых проблем. Многие из сетей франчайзинговых партнёров сети продолжают работать под этим брендом. В мае 2010 года ЗАО «Цифроград», головная структура компании, была признана банкротом.

## Собственники и руководство
Ранее владельцем сети был холдинг «Северен», специализирующийся на оптовых поставках сотовых телефонов и оказании услуг связи. В данный момент более 70 % акций «Цифрограда» консолидировано группой «Русские Фонды».

## Деятельность
В магазинах сети продавались сотовые телефоны, контракты, портативная фото- и аудиотехника и др. Сеть «Цифроград» занимала второе место в России после «Евросети» по количеству торговых точек. Включала около 1450 магазинов в 370 городах России.
Девиз компании: «Вперёд за новым!»
Оборот по сотовым телефонам и подключениям за 2007 год — 19,8 млрд руб. (в 2006 году — $722,4 млн).